# TSOL
A TSOL (vagy T.S.O.L., jelentése: True Sounds Of Liberty) egy amerikai punk/rock együttes. 1978-ban alakultak a kaliforniai Long Beach-en. Első nagylemezüket 1981-ben adták ki. Az együttes punk rock/hardcore punk zenekarként kezdte pályafutását, későbbi albumaikon viszont rock zenét (hard rock, heavy metal, glam metal illetve deathrock) játszottak, amelyet a rajongók nem néztek jó szemmel. Első nagylemezükön horror punkot játszottak. Az 1990-es "Strange Love" albumuk például teljes bukásnak számított, de már az ezt megelőző "Hit and Run" lemezük is glam hangzással bírt. Az együttes végül visszatért a hardcore punk/punk rock gyökereihez újabb lemezein.

## Diszkográfia
Stúdióalbumok
- Dance with Me (1981)
- Beneath the Shadows (1982)
- Change Today? (1984)
- Revenge (1986)
- Hit and Run (1987)
- Strange Love (1990)
- Disappear (2001)
- Divided We Stand (2003)
- Life, Liberty and the Pursuit of Free Downloads (2009)
- The Trigger Complex (2017)